# Takihi
Il takihi è un piatto niueano a base di taro e papaia tagliati a fette sottili, posti a strati sovrapposti, conditi con latte di cocco, e cotti al forno. È considerato il piatto nazionale di Niue.
Di norma prima di essere infornato il takihi viene salato, mentre l'utilizzo della cipolla è facoltativo.